# 濱海莫辛布瓦區
濱海莫辛布瓦區（葡萄牙語：Mocímboa da Praia），是莫桑比克的行政區，位於該國北部，由德爾加杜角省負責管轄，首府設於濱海莫辛布瓦，面積3,524平方公里，2015年人口108,093，人口密度每平方公里31人。